# Hydrophylax gracilis
Hydrophylax gracilis es una especie de anfibio anuro de la familia Ranidae.

## Distribución geográfica
Esta especie es endémica de Sri Lanka. Se encuentra desde el nivel del mar hasta 500 m s. n. m.

## Publicación original
- Gravenhorst, 1829 : Deliciae Musei Zoologici Vratislaviensis (Reptilia Musei Zoologici Vratislaviensis. Recensita et Descripta). Fasciculus Primus, continens Chelonions et Batrachia: I-XIV. Leopold Voss, Leipzig[6]